# Formazione Santana
La Formazione Santana è un giacimento fossilifero di tipo Konservat-Lagerstätte situato nel Nordest del Brasile, ai piedi dell'altopiano di Araripe, al confine fra gli stati di Pernambuco, Piauí e Ceará.

## Descrizione
La formazione geologica prende il nome dalla città di Santana do Cariri, posta ai piedi dell'altopiano di Araripe. Gli strati fossiliferi risalgono al Cretaceo, fra il tardo Aptiano e il Cenomaniano, da 108 a 92 milioni di anni, allorché il territorio era coperto da un mare interno poco profondo. A quell'epoca, l'Atlantico Meridionale si stava aprendo su di un mare poco profondo, stretto e allungato.  
La Formazione Santana è definita un Lagerstätte a causa della presenza di numerosi fossili molto ben conservati. Sono stati trovati spesso, fra le 25 specie di pesci, fossili con il contenuto gastrico ben conservato, il che ha permesso di studiare le relazioni predatore-preda dell'ecosistema. Sono stati rinvenuti esemplari eccellenti di pterosauri, rettili e anfibi, invertebrati (in particolare, insetti) e piante. Sono rappresentati anche dinosauri, fra i quali un maniraptor descritto nel 1996 e sconosciuto prima di allora. I fossili di solito sono compattati e conservati in strati di calcare. I fossili di pesci in quest'area furono osservati per la prima volta nel 1823, nel corso della spedizione dei tedeschi von Martius e von Spix.

## Flora e Fauna della Formazione Santana

### Dinosauri
Alcuni fossili di teropode, inizialmente ritenuti fossili di un oviraptorosauro, sono stati reinterpretati da Aranciaga Rolando et al. (2018) come fossili di un Megaraptora.
| Dinosauri ritrovati nella Formazione Santana | Dinosauri ritrovati nella Formazione Santana | Dinosauri ritrovati nella Formazione Santana               | Dinosauri ritrovati nella Formazione Santana                                                           | Dinosauri ritrovati nella Formazione Santana |
| Genere                                       | Specie                                       | Luogo del ritrovamento                                     | Materiale                                                                                              | Immagine                                     |
| -------------------------------------------- | -------------------------------------------- | ---------------------------------------------------------- | --- | -------------------------------------------- |
| Angaturama                                   | A. limai                                     | Geograficamente presente nell'Estado do Ceara, in Brasile. | Uno Spinosauridae. "La parte rostrale del cranio." Oggi ritenuto un sinonimo di Irritator challengeri. |                                              |
| Aratasaurus                                  | A. museunacionali                            |                                                            | Uno coelurosauro basale                                                                                |                                              |
| Irritator                                    | I. challengeri                               | Geograficamente presente nell'Estado do Ceara, in Brasile. | Uno Spinosauridae. "Un cranio parziale."                                                               |                                              |
| Mirischia                                    | M. asymmetrica                               | Geograficamente presente nell'Estado do Ceara, in Brasile. | Un Compsognathidae                                                                                     |                                              |
| Santanaraptor                                | S. placidus                                  | Geograficamente presente nell'Estado do Ceara, in Brasile. | "Materiale postcranico."                                                                               |                                              |

### Pterosauri
| Pterosauri ritrovati nella Formazione Santana | Pterosauri ritrovati nella Formazione Santana       | Pterosauri ritrovati nella Formazione Santana | Pterosauri ritrovati nella Formazione Santana | Pterosauri ritrovati nella Formazione Santana |
| Genere                                        | Specie                                              | Luogo del ritrovamento                        | Descrizione                                   | Immagine                                      |
| --------------------------------------------- | --------------------------------------------------- | --------------------------------------------- | --------------------------------------------- | --------------------------------------------- |
| Araripedactylus                               | Araripedactylus dehmi                               |                                               |                                               |                                               |
| Araripesaurus                                 | Araripesaurus castilhoi                             |                                               |                                               |                                               |
| Barbosania                                    | Barbosania gracilirostris                           |                                               |                                               |                                               |
| Cearadactylus                                 | Cearadactylus atrox                                 |                                               |                                               |                                               |
| "Pricesaurus"                                 | "Pricesaurus megalodon"                             |                                               |                                               |                                               |
| Santanadactylus                               | Santanadactylus brasilensis                         |                                               |                                               |                                               |
| Tapejara                                      | Tapejara wellnhoferi                                |                                               |                                               |                                               |
| Thalassodromeus                               | Thalassodromeus sethi                               |                                               |                                               |                                               |
| Tropeognathus                                 | Tropeognathus mesembrinus                           |                                               |                                               |                                               |
| Tupuxuara                                     | - T. deliradamus - T. leonardii - T. longicristatus | Romualdo Member                               |                                               |                                               |

### Tartarughe
| Tartarughe ritrovate nella Formazione Santana | Tartarughe ritrovate nella Formazione Santana | Tartarughe ritrovate nella Formazione Santana | Tartarughe ritrovate nella Formazione Santana | Tartarughe ritrovate nella Formazione Santana |
| Genere                                        | Specie                                        | Luogo del ritrovamento                        | Descrizione                                   | Immagine                                      |
| --------------------------------------------- | --------------------------------------------- | --------------------------------------------- | --------------------------------------------- | --------------------------------------------- |
| Santanachelys                                 | S. gaffneyi                                   |                                               | [ 8 ]                                         |                                               |
| Cearachelys                                   | C. placidoi                                   |                                               | [ 9 ]                                         |                                               |
| Araripemys                                    | A. barretoi                                   |                                               | [ 10 ]                                        |                                               |
| Euraxemys                                     | E. essweini                                   |                                               | [ 11 ]                                        |                                               |
| Brasilemys                                    | B. josai                                      |                                               | [ 12 ]                                        |                                               |

### Arcosauri

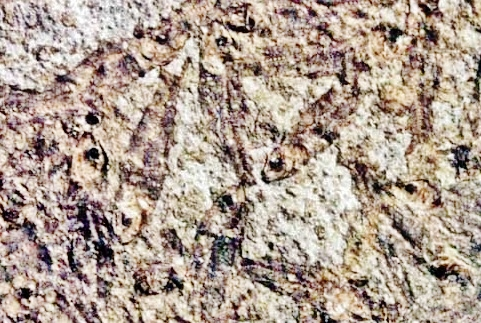
Fossili di Berleunichthys ouricuriensis

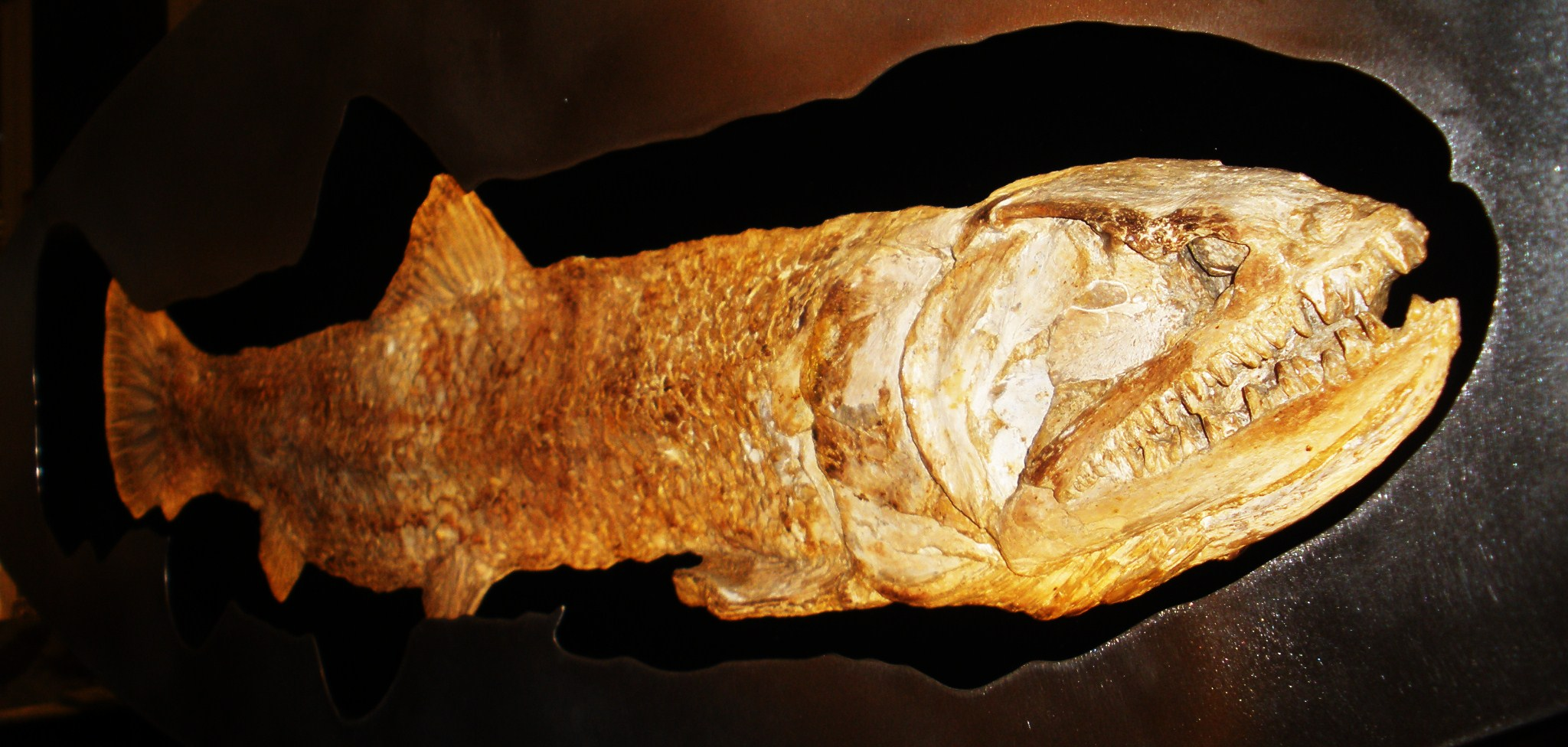
Fossile di Calamopleurus cylindricus

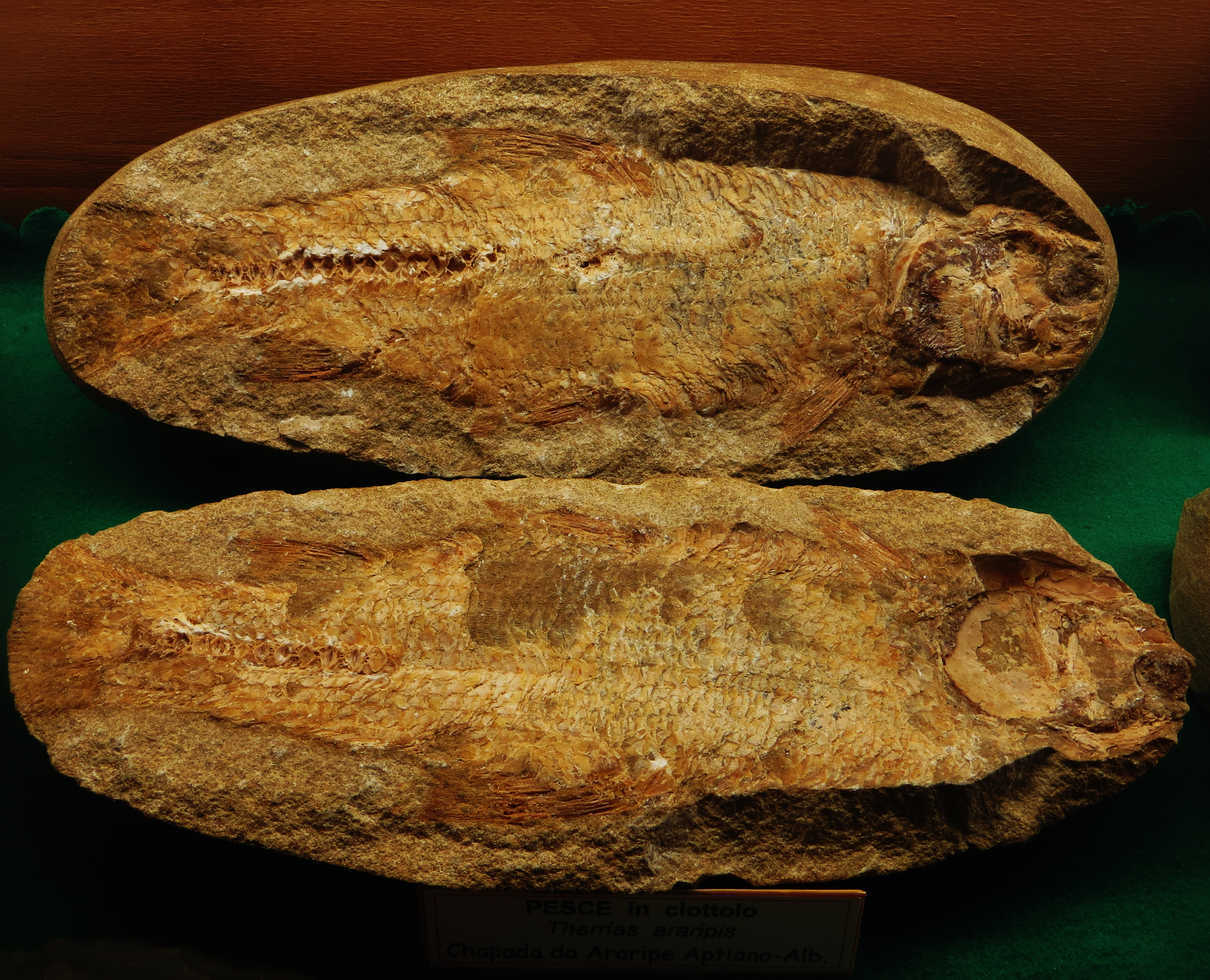
Fossili di Tharrhias araripis

| Arcosauri ritrovati nella Formazione Santana | Arcosauri ritrovati nella Formazione Santana | Arcosauri ritrovati nella Formazione Santana | Arcosauri ritrovati nella Formazione Santana | Arcosauri ritrovati nella Formazione Santana |
| Genere                                       | Specie                                       | Luogo del ritrovamento                       | Descrizione                                  | Immagine                                     |
| -------------------------------------------- | -------------------------------------------- | -------------------------------------------- | -------------------------------------------- | -------------------------------------------- |
| Araripesuchus                                |                                              |                                              | Un Arcosauro                                 |                                              |

### Pesci
- Araripelepidotes
- Araripichthys
- Axelrodichthys
- Beurlenichthys ouricuriensis
- Brannerion
- Bullichthys santanensis
- Calamopleurus
- Cladocyclus
- Cratoamia
- Dastilbe
- Dentilepisosteus
- Iemanja palma
- Lepidotes wenzai
- Mawsonia
- Neoproscinetes penalvai
- Notelops brama
- Obaichthys
- Oshunia
- Paraelops cearensis
- Placidichthys bidorsalis
- Rhacolepis
- Iansan
- Santanaclupea silvasantosi
- Santanichthys diasii
- Tharrhias
- Tribodus limae
- Vinctifer